# Proterospongia
Proterospongia é um gênero de coanoflagelados, notáveis por sua formação de colônias. Este gênero é do interesse dos cientistas no estudo dos mecanismos de adesão entre células individuais, como ancestral dos animais.

## Características físicas
Membros de Proterospongia tem a típica estrutura celular dos coanoflagelados caracterizada por um corpo celular de diâmetro de 5-10 μm com um flagelo de 20-30 μm em seu ápice, circundado por um colar de 15-25 microvilos preenchidos de actina. O flagelo propele a água ao redor das microvilosidades, permitindo a apreensão de partículas de alimentos tais como bactérias e diversos detritos. O arranjo de organelas em Proterospongia parece consistente com outros coanoflagelados e é caracterizado por um dictisoma anterior sob a base do flagelo, um núcleo central, mitocôndrias periféricas e um vacúolo digestivo na outra extremidade.
Como membro da família Codonosigidae, Proterospongia tem somente um fino revestimento que é indistinto ao microscópio óptico. Espécies de Proterospongia distinguem-se pela morfologia da colônia, que varia de simples cadeias de células até disposições de células em formatos de estrelas.  Colônias com gel extracelular ou mucilagem têm sido descritas por Kent, Lackey, e Leadbeater; entretanto a composição destas substâncias é desconhecida.  Kent também descreve uma espécie de Proterospongia contendo dois tipos de células cercadas pela mucilagem, mas baseado em um único espécime e sugeriu-se que as células amebóides observadas são na verdade tentáculos posteriores que estão presentes em alguns coanoflagelados.

## Histórico de vida
Embora diversas espécies de Proterospongia tenham sido descritas, somente  P. choanojuncta tem uma história de vida descrita. Baseado nesta descrição, Proterospongia alterna entre o comportamento colonial, a natação livre e estados solitários aderentes ao substrato. A descrição de 1983 de Leadbeater resultou na junção das espécies Choanocea perplexea e Proterospongia choanojuncta em P. choanojuncta. Estudos adicionais de comportamento solitário e colonial da espécie podem conduzir a adicional consolidação de espécies anteriormente consideradas e classificadas como distintas.

## Classificação
Proterospongia é uma classificação taxonômica de coanoflagelados Codonosigidae coloniais baseados na aparência física de células individuais e na morfologia da colônia. Primeiramente descritos por Kent em Manual of the Infusoria (1880-1882), há seis espécies descritas de Proterospongia e a estrutura da colônia varia entre espécies. Os membros do gênero permanecem sem estarem classificados em uma estrutura filogenética.